# Altopiano del Colorado

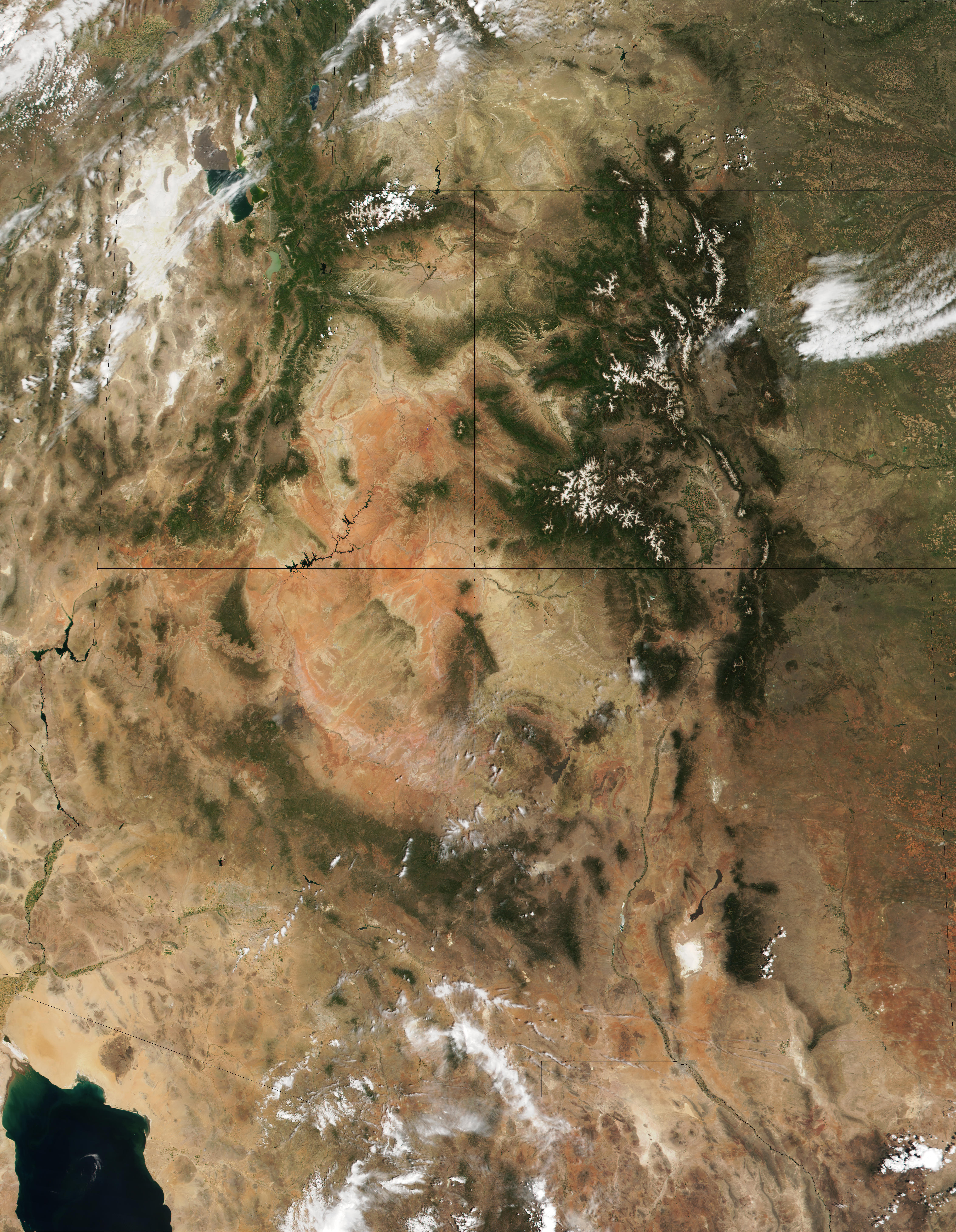
Immagine satellitare

L'altopiano del Colorado è una vasta regione nel sud-ovest degli Stati Uniti. Si estende per 337 000 km² negli Stati dello Utah, dell'Arizona, del Nuovo Messico e del Colorado. L'altopiano è attraversato dal corso del fiume Colorado e dei suoi affluenti, tra i quali il fiume Green, il San Juan e il Little Colorado. Questi fiumi dal corso particolarmente sinuoso hanno scavato profondi canyon nelle rocce dell'altopiano. Il più famoso di questi canyon è il Grand Canyon.

## Galleria d'immagini

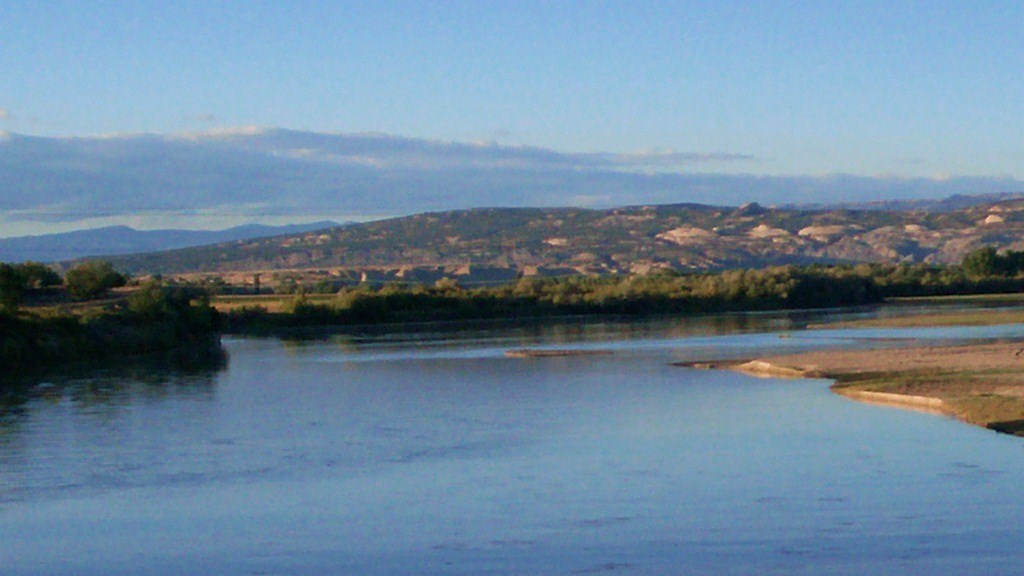
Green River
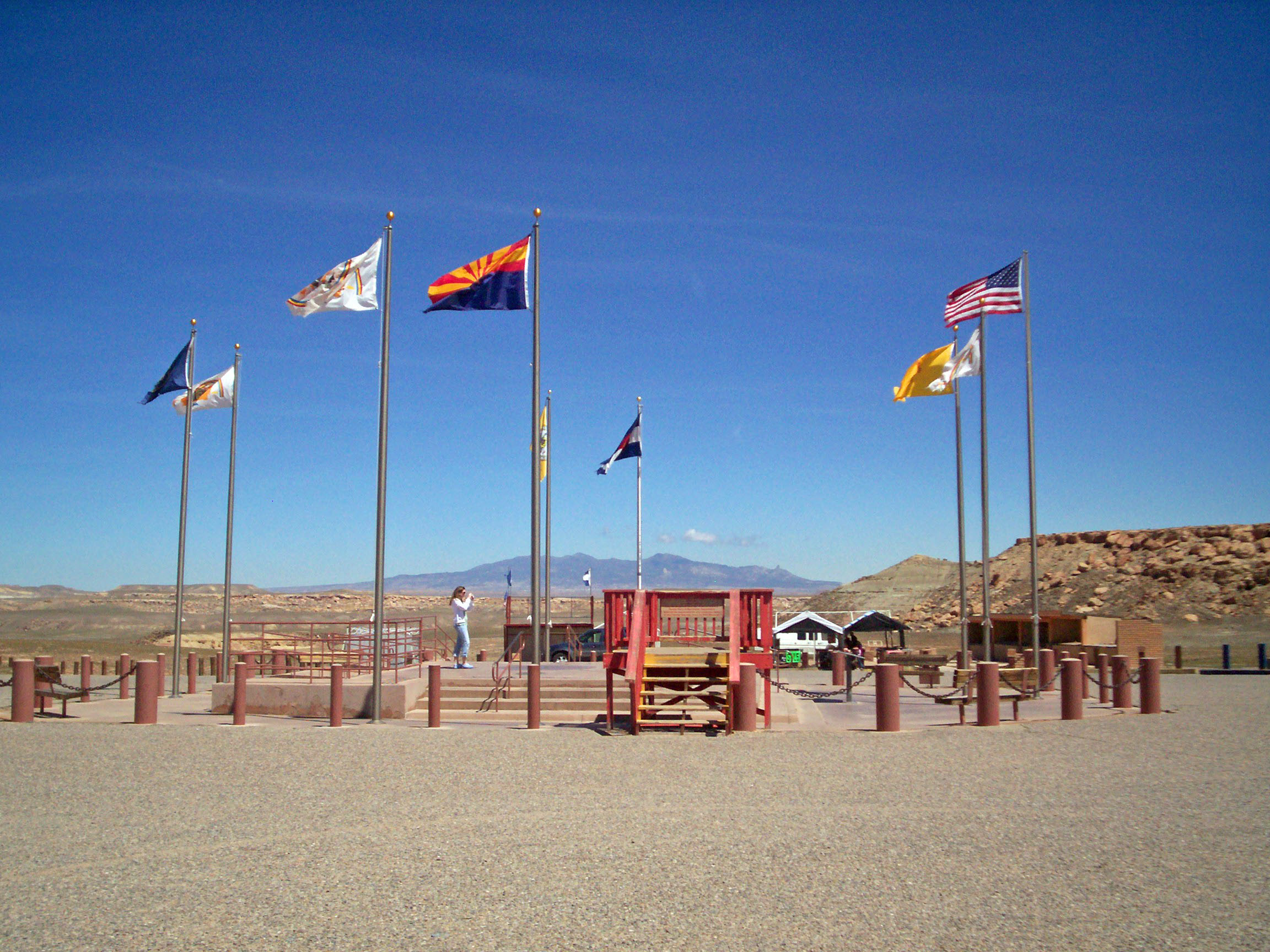
Four Corners monumento
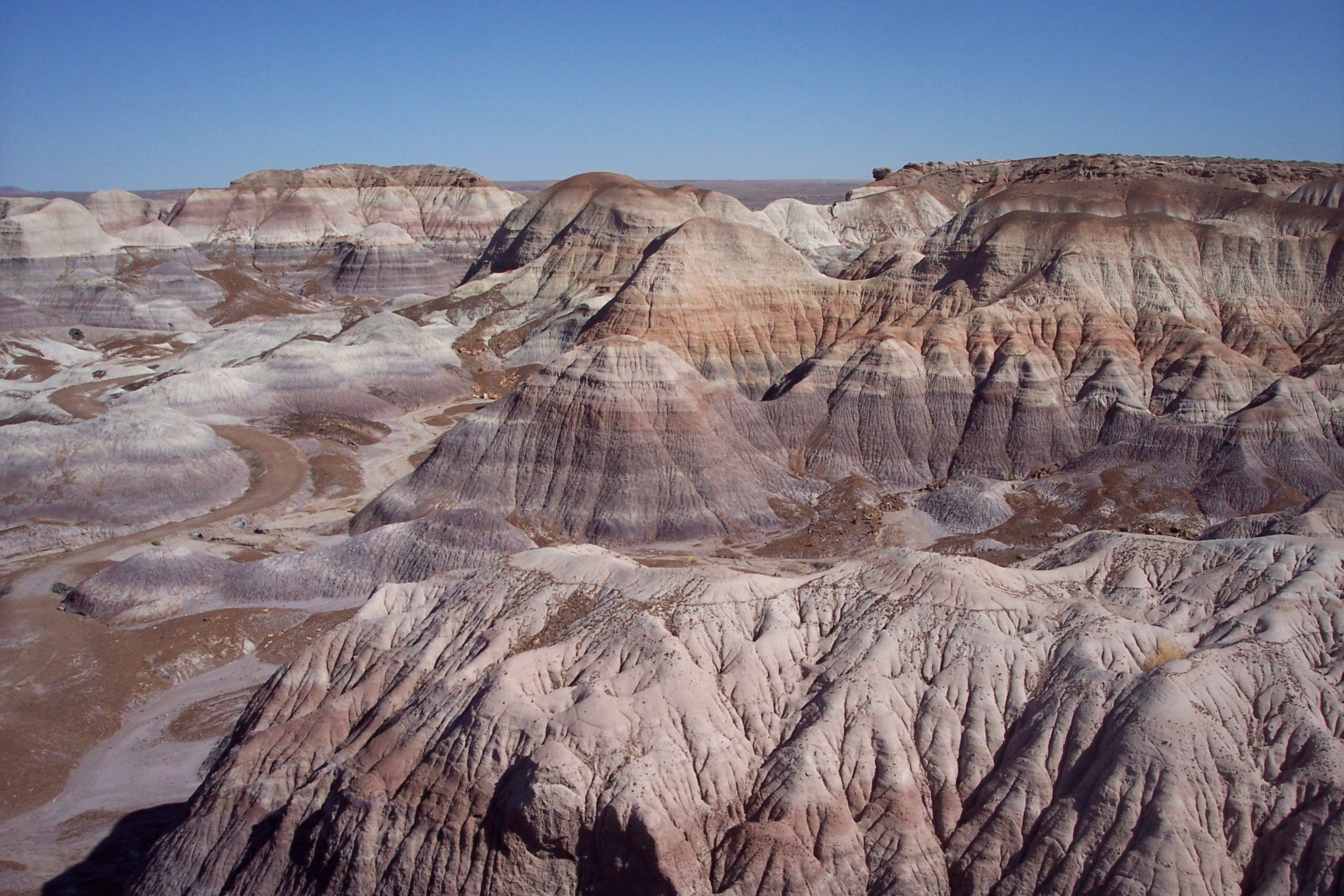
Blue Mesa nel Deserto Dipinto